# Betty Rubble
Elizabeth Jean "Betty" Rubble (nata McBricker od O'Shale) è un personaggio della serie di animazione Gli antenati.
Moglie di Barney, è amica intima di Wilma, con la quale condivide pettegolezzi e shopping, nonché le avventure nelle quali finiscono i consorti.

## Personaggio
Betty può essere considerato il personaggio meno sviluppato nella storia, poiché si vede raramente, e in genere segue sempre le idee di Barney o Wilma. Nonostante questo, Betty sembra avere un matrimonio decisamente emozionale con Barney, con cui ama darsi nomignoli e a cui dimostra spesso affetto, in contrasto con l'interazione più dinamica ed energica tra Fred e Wilma.
Le occasioni in cui Betty conduce l'azione sono estremamente rare: un episodio è incentrato attorno al suo lavoro sotto copertura nei panni di un'anziana signora gentile in modo da guadagnare i soldi per fare un regalo per Barney, e in un'altra occasione la trama per lei e Wilma è stata guidata dal suo sospetto di una relazione extraconiugale di Barney con un'altra donna (che risulta essere Fred travestito al fine di partecipare gratuitamente ad una partita di pallone). Questa mancanza di protagonismo (quasi sullo sfondo come un personaggio di supporto, come Ciottolina, Bamm-Bamm o Dino, nonostante la sua presenza continua) rende Betty meno di una protagonista come è implicito nel concetto generale della serie.

## Biografia
Mentre nello spin-off della serie I piccoli Flintstone (datato nella metà degli anni ottanta) Betty viene raffigurata da bambina, la serie sembra essere per lo più apocrifa, poiché Betty viene introdotta come un'amica d'infanzia di Fred e Barney (la serie originale afferma che al loro primo incontro erano già adulti) e che ai quattro piace guardare Captain Caveman (in Risate con i Flintstones l'adulta Betty ignora l'identità del supereroe Cavey quando lavora con lui al giornale Daily Granite). Ancora, la serie di affermazioni che Betty era un'amica d'infanzia di Wilma e che i suoi genitori gestivano un negozio di alimentari può essere considerato canonico.
Da adulte, Betty e Wilma lavoravano come cameriere in un resort. Lì, incontrarono per la prima volta e si innamorarono dei loro futuri mariti, Fred e Barney. Alla fine Betty e Barney si sono sposati, presumibilmente non molto tempo dopo Fred e Wilma.

## Rappresentazione
June Foray diede la voce a Betty nel pilot originale intitolato I Flagstones, nonostante fosse impegnata con altri progetti al momento, (come The Rocky and Bullwinkle Show) e non riuscì a entrare nel cast fisso della serie. Bea Benaderet doppiò Betty dalla prima alla quarta stagione, prima di dimettersi nel 1964 a causa dell'impegno di lavoro con la serie Petticoat Junction. Gerry Johnson ottenne la parte per le stagioni quinta e sesta, così come per il lungometraggio Un uomo chiamato Flintstone. Gay Autterson Hartwig, Julie McWhirter Dees, Betty Jean Ward e Grey DeLisle da allora prestarono la voce al personaggio di Betty.
Nell'omonimo film del 1994, Betty è stata interpretata dalla nota attrice Rosie O'Donnell, ma la decisione risultò alquanto controversa per i fans, che criticavano la corporatura robusta della O'Donnell molto lontana dalla figura esile della Betty animata; la O'Donnell dichiarò di aver ottenuto la parte per via della risata acuta che riuscì a riprodurre durante il provino. La versione del personaggio data da Jane Krakowski nel secondo film fu accolta in modo migliore, sebbene complessivamente la pellicola non riscosse grande successo a livello generale.

## In altre serie
- Betty appare in un episodio de Il laboratorio di Dexter, in cui parla con la madre di Dexter
- Betty appare in Io sono Donato Fidato, dove si trova nella Casa di Riposo per Spalle (Retirement Home for Sidekicks)
- Nel film d'animazione Drawn Together, viene vista mentre cerca di uccidere Toot Braunstein (lo manca e spara a un dinosauro), per scoprire che il marito Barney l'ha tradita e ha messo incinta Toot (il cui bambino si rivela essere Bam Bam Rubble)